# Xie Yi
Xie Yi  (em chinês simplificado: 谢毅, nascida em 23 de julho de 1967) é uma química chinêsa. Ela é membro da Academia Chinesa de Ciências e membro da Royal Society of Chemistry. Ela é professora e supervisora de doutorado na Universidade de Ciência e Tecnologia da China.
Xie ganhou, em março de 2015, o Prêmio L'Oréal-UNESCO para Mulheres na Ciência.

## Infância e educação
Xie nasceu em Fuyang, Anhui, em 23 de julho de 1967; sua casa ancestral fica em Anqing, Anhui. Ela ingressou na Universidade de Xiamen em setembro de 1984, se especializou em química no Departamento de Química, e lá se formou em julho de 1988. Após a faculdade, ela foi designada para uma fábrica de produtos químicos em Hefei como engenheira assistente. Em setembro de 1992, ela foi aceita na Universidade de Ciência e Tecnologia da China, estudou química com Qian Yitai, e obteve seu doutorado em maio de 1996. De setembro de 1997 a julho de 1998, fez pós-doutorado na Stony Brook University e foi agraciada com o Fundo Nacional de Ciências para Jovens Distintos da China e foi promovida a professora titular na USTC. Em 2000, recebeu o prêmio Cheung Kong Scholar do Ministério da Educação.

## Pesquisa e carreira
Xie tornou-se professora da Universidade de Ciência e Tecnologia da China em novembro de 1998 e supervisora de doutorado em abril de 1999. Em agosto de 2013, foi eleita membra da Royal Society of Chemistry. Em 19 de dezembro de 2013, foi eleita membro da Academia Chinesa de Ciências. 
Xie, juntamente com seu laboratório, está realizando pesquisas de ponta em quatro fronteiras principais: química do estado sólido, nanotecnologia, materiais energéticos e física teórica. Em particular, a pesquisa concentra-se no projeto e síntese de sólidos funcionais inorgânicos com esforços para modular suas estruturas de elétrons e fônons, incluindo os seguintes tópicos: 
Ela é a autora correspondente de mais de 330 publicações em revistas científicas revisadas por pares, incluindo mais de 10 em Nature e nas revistas de pesquisa da Nature, mais de 80 nas três principais revistas de química (J. Am. Chem. Soc., Angew. Chem. Int. Ed., Adv. Mater), das quais mais de 60 foram selecionadas como artigos altamente citados do top 1% pelo ISI. Esses artigos foram citados mais de 35.000 vezes com um índice H de 104. Seu nome tem aparecido continuamente na Lista de Pesquisadores Altamente Citados da Clarivate e Elsevier.
1. Caracterização dos sólidos de baixa dimensão e estudo da relação da estrutura eletrônica especial com suas propriedades intrínsecas
2. Novas abordagens para otimização desacoplada de propriedades termoelétricas
3. Importantes materiais funcionais inorgânicos que respondem à luz, magnetismo, eletricidade e calor, e ao controle de suas características inteligentes
4. Nanodispositivos flexíveis para armazenamento e conversão de energia altamente eficientes
5. Fotocatalisadores nanoestruturados para enriquecimento e conversão de CO2

## Artigos selecionados
Algumas das publicações mais citadas de Xie são:
- Xie, J., Zhang, H., Li, S., Wang, R., Sun, X., Zhou, M., … Xie, Y. (2013). Defect-Rich MoS2 Ultrathin Nanosheets with Additional Active Edge Sites for Enhanced Electrocatalytic Hydrogen Evolution. Advanced Materials, 25(40), 5807–5813. doi:10.1002/adma.201302685.[5]
- Defect‐rich MoS2 ultrathin nanosheets are synthesized on a gram scale for electrocatalytic hydrogen evolution. The novel defect‐rich structure introduces additional active edge sites into the MoS2 ultrathin nanosheets, which significantly improves their electrocatalytic performance. Low onset overpotential and small Tafel slope, along with large cathodic current density and excellent durability, are all achieved for the novel hydrogen‐evolution‐reaction electrocatalyst. The study employed various spectroscopy and imaging tools such as X-ray photoelectron spectroscopy, Annular dark-field imaging, X-ray crystallography, Field-emission microscopy, High-resolution transmission electron microscopy and Fourier-transform infrared spectroscopy.
- Yuan, C., Wu, H. B., Xie, Y., & Lou, X. W. (David). (2014). Mixed Transition-Metal Oxides: Design, Synthesis, and Energy-Related Applications. Angewandte Chemie International Edition, 53(6), 1488–1504. doi:10.1002/anie.201303971doi:10.1002/anie.201303971.[6]
- A promising family of mixed transition‐metal oxides (MTMOs) (designated as AxB3‐xO4; A, B=Co, Ni, Zn, Mn, Fe, etc.) with stoichiometric or even non‐stoichiometric compositions, typically in a spinel structure, has recently attracted increasing research interest worldwide. Benefiting from their remarkable electrochemical properties, these MTMOs will play significant roles for low‐cost and environmentally friendly energy storage/conversion technologies. In this Review, we summarize recent research advances in the rational design and efficient synthesis of MTMOs with controlled shapes, sizes, compositions, and micro‐/nanostructures, along with their applications as electrode materials for lithium‐ion batteries and electrochemical capacitors, and efficient electrocatalysts for the oxygen reduction reaction in metal–air batteries and fuel cells. Some future trends and prospects to further develop advanced MTMOs for next‐generation electrochemical energy storage/conversion systems are also presented.
- Zhang, X., Xie, X., Wang, H., Zhang, J., Pan, B., & Xie, Y. (2013). Enhanced Photoresponsive Ultrathin Graphitic-Phase C3N4 Nanosheets for Bioimaging. Journal of the American Chemical Society, 135(1), 18–21. doi:10.1021/ja308249kdoi:10.1021/ja308249k.[7]
- Two-dimensional nanosheets have attracted tremendous attention because of their promising practical application and theoretical values. The atomic-thick nanosheets are able to not only enhance the intrinsic properties of their bulk counterparts but also give birth to new promising properties. Herein, we highlight an available pathway to prepare the ultrathin graphitic-phase C3N4 (g-C3N4) nanosheets by a “green” liquid exfoliation route from bulk g-C3N4 in water for the first time. The as-obtained ultrathin g-C3N4 nanosheet solution is very stable in both the acidic and alkaline environment and shows pH-dependent photoluminescence (PL). Compared to the bulk g-C3N4, ultrathin g-C3N4 nanosheets show enhanced intrinsic photoabsorption and photoresponse, which induce their extremely high PL quantum yield up to 19.6%. Thus, benefiting from the inherent blue light PL with high quantum yields and high stability, good biocompatibility, and nontoxicity, the water-soluble ultrathin g-C3N4 nanosheet is a brand-new but promising candidate for bioimaging application. First-principle density-functional (Density functional theory (DFT)) calculations were performed to study the electronic structure of the bulk and single-layered nanosheet of g-C3N4 . Spectroscopy tools such as Transmission electron microscopy and Atomic force microscopy were used for acquiring structural information about the nanosheet. In addition, Ultraviolet–visible spectroscopy was employed for photoluminescence characterization.

## Prêmios
- 2014, Prêmio TWAS [8]
- 2015, Prêmio L'Oréal-UNESCO para Mulheres na Ciência [9]